# Eutropius
Flavius Eutropius († po 390) byl pozdně antický římský historik žijící ve 4. století. V roce 363 doprovázel císaře Juliana při jeho tažení proti perské říši. Později působil na císařském dvoře jako vysoký státní úředník v hodnosti magister memoriae. Jeho kariéra zřejmě dále pokračovala, když se v roce 380 stal pretoriánským prefektem v Illyriku a roku 387 zastával úřad konzula společně s císařem Valentinianem II. Z podnětu císaře Valenta vytvořil latinsky psané dílo Breviarium ab urbe condita, jemuž tento spis také věnoval. V deseti krátkých knihách v něm zachytil římské dějiny od legendárního založení Říma až do Valentova nástupu na trůn v roce 364.